# Bataille de Fort Washington
Guerre d'indépendance des États-Unis
Batailles
- Long Island
- Kips Bay
- Harlem Heights
- Pell's Point
- White Plains
- Fort Washington
- Embuscade de Geary (en)
- Iron Works Hill
- Traversée du Delaware par George Washington
- Trenton
- Assunpink Creek
- Princeton
- Guerre du fourrage (en)
- Millstone

La bataille de Fort Washington est une bataille de la guerre d'indépendance des États-Unis entre les États-Unis et la Grande-Bretagne. La bataille, menée le 16 novembre 1776, s'est soldée par une victoire britannique avec la reddition de toute la garnison de Fort Washington.
Après avoir vaincu l'armée continentale sous le commandement du général George Washington, à la bataille de White Plains, l'armée britannique sous le commandement de William Howe envisage de capturer Fort Washington, le dernier bastion américain sur Manhattan. Le général Washington pense à abandonner le fort en déplaçant sa garnison de 3 000 hommes dans le New Jersey, mais est convaincu par le général Nathanael Greene de le défendre.
Le 16 novembre, Howe lance son attaque sur le fort. L'assaut vient de trois directions différentes : du nord, de l'est et du sud. L'attaque est retardée en raison des marées dans la Harlem River qui empêche certaines des troupes de débarquer. Quand l'attaque commence, les défenses américaines du sud et de l'ouest tombent rapidement. Au nord, une vive résistance s'oppose à l'attaque de soldats mercenaires de Hesse-Cassel, mais finalement elles sont aussi dépassées. Avec le fort cerné par l’ennemi, le commandant du Fort, Robert Magaw choisit d'abandonner le fort, plutôt que d'essayer de le tenir. Un total de 59 Américains sont tués et 2 837 sont faits prisonniers par les Britanniques.
Après cette défaite, l'armée de Washington est pourchassée à travers le New Jersey et la Pennsylvanie et les Britanniques consolident leur contrôle de New York et de l'est du New Jersey.

## Contexte

### Construction et défenses
Durant la guerre d'indépendance américaine, Fort Washington était situé au point le plus haut de l'île de Manhattan, le long d'un important affleurement de schiste de Manhattan, près de son extrémité nord. Avec Fort Lee, situé juste de l'autre côté de l'Hudson et en haut des New Jersey Palisades, les forts jumeaux étaient destinés à protéger la basse vallée de l'Hudson des navires de guerre britanniques.
En juin 1776, les officiers américains Henry Knox, Nathanael Greene, William Heath et Israel Putnam examinent le terrain sur lequel Fort Washington pourrait être établi ; ils s'accordent sur le fait que si le fort est fortifié comme il faut, il sera pratiquement impossible à prendre. Plus tard en juin, le commandant-en-chef de l'Armée continentale, George Washington, inspecte l'endroit et détermine que la zone est la clé de la défense de la basse vallée de l'Hudson. Peu après l'inspection de Washington, des troupes venues de Pennsylvanie commencent la construction du fort sous la supervision de Rufus Putnam (en).

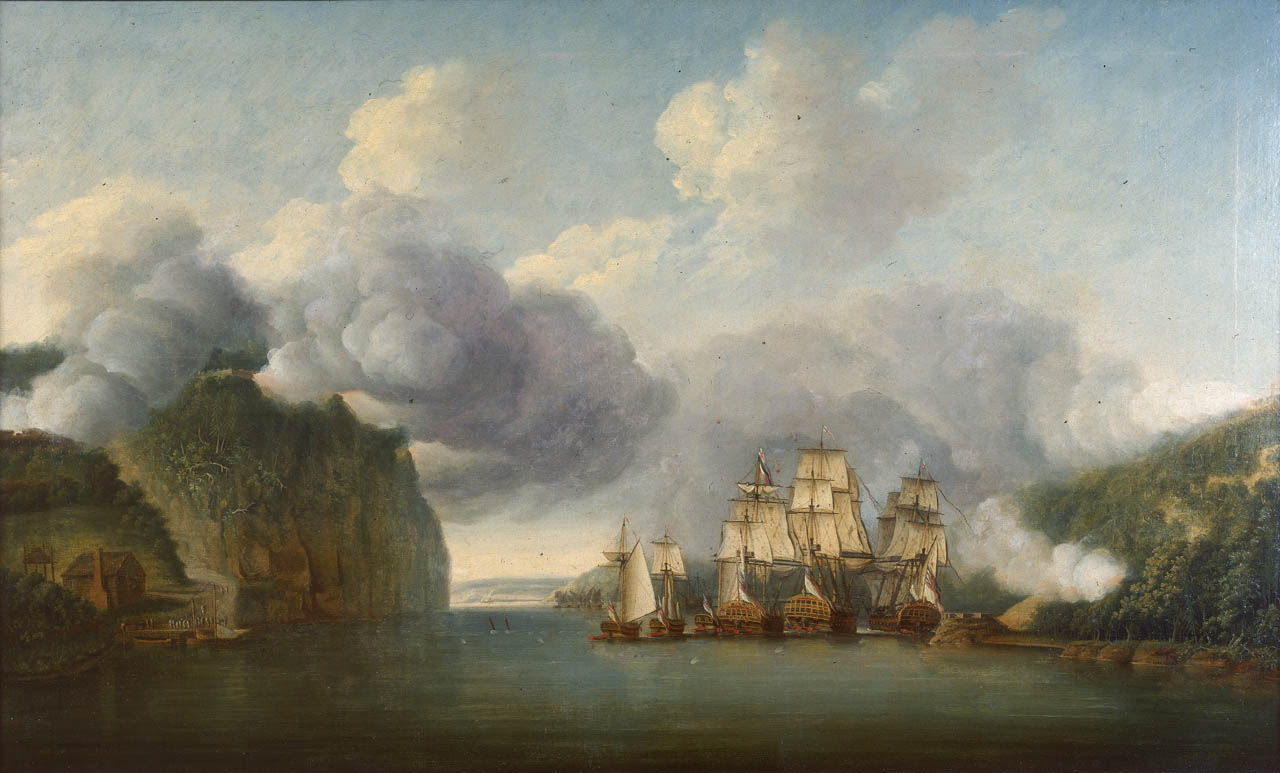
Navires de guerre britanniques (dont le) essayant de passer entre les forts Washington et Lee.

Ils préparent tout d'abord un cheval de frise pour empêcher les navires britanniques de remonter l'Hudson et de déborder les positions américaines. Pendant plus d'un mois, les troupes transportent des rochers depuis les hauteurs de Manhattan jusqu'au bord du fleuve, où ils sont chargés à bord de vieilles épaves et de casiers en bois qui sont finalement disposés en travers du fleuve et coulés. Lorsque le cheval de frise est terminé, ils entament la construction du fort. Le sol rocheux est recouvert de si peu de terre que les hommes sont contraints d'en transporter depuis les terrains situés en bas. Ils sont incapables de creuser autour du fort les fossés ou tranchées habituels. Le fort est construit en forme de pentagone muni de cinq bastions. Les murs principaux sont faits de terre, soutenus par des demi-lunes avec des ouvertures à chaque angle pour les pièces d'artillerie. Le fort enclot un total de trois à quatre acres. Les soldats construisent des abattis autour du fort. Après que les casernes sont terminées en septembre, toutes les troupes de la région sont placées sous le commandement du major général William Heath. Washington établit son quartier général à proximité du fort.
Le fort est soutenu par de nombreuses défenses. Des batteries sont placées sur Jeffrey's Hook qui s'avance dans l'Hudson, sur Cox's Hill surplombant Spuyten Duyvil Creek, à l'extrémité nord de Manhattan pour contrôler les ponts King's Bridge et Dyckman's Bridge au-dessus de la Harlem River et le long de Laurel Hill qui se trouve à l'est du fort et s'étend le long de la Harlem River. Au sud du fort, trois lignes de défense sont établies et sont constituées de tranchées et d'abris de tranchée. La première ligne est soutenue par une seconde ligne située à environ 500 m au nord et une troisième ligne doit être construite à 400 m au nord de la seconde.

### Mouvements

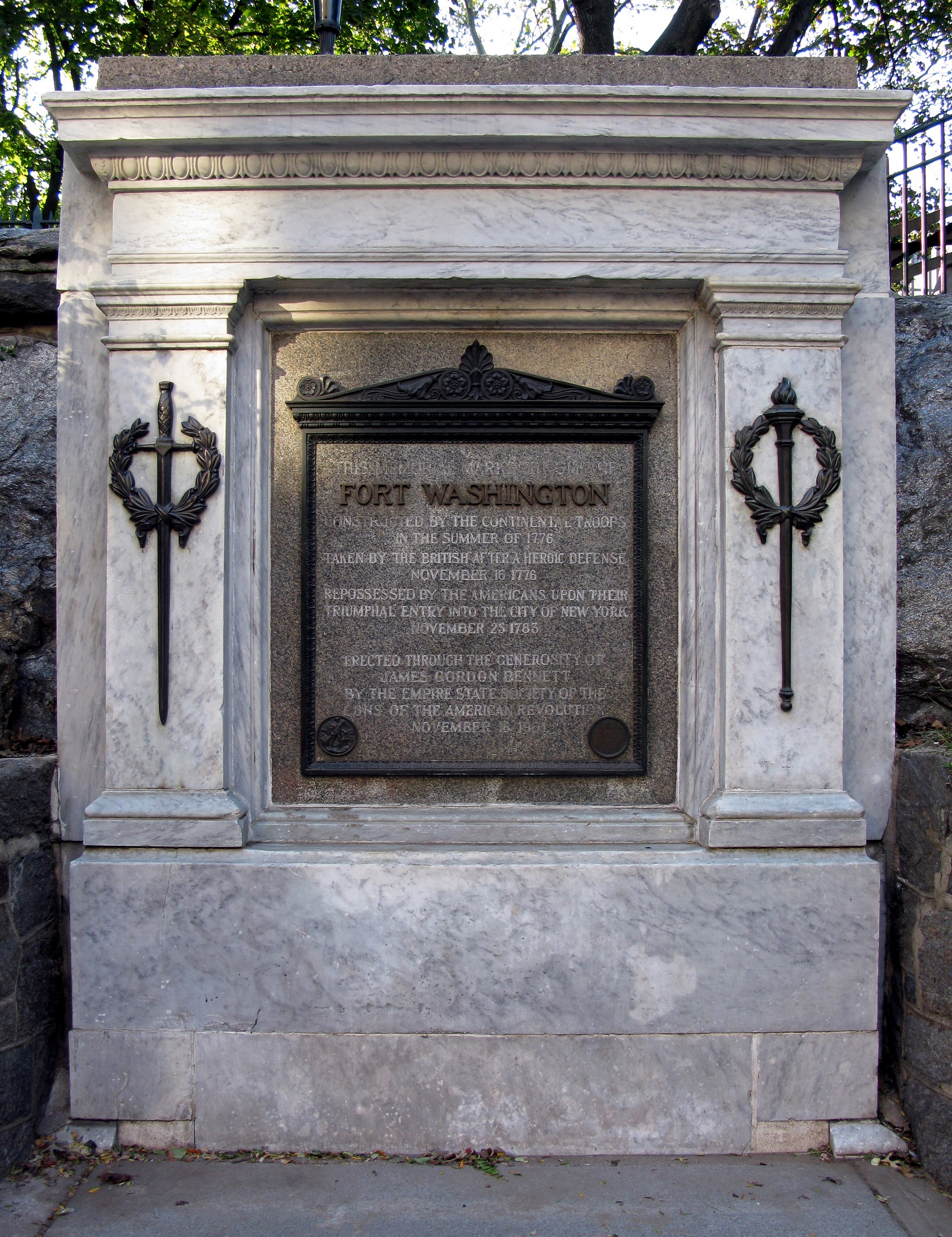
Plaque commémorant l'emplacement de Fort Washington.

Le général britannique William Howe, après avoir pris le contrôle de l'ouest de Long Island dans la bataille de Long Island à la fin du mois d'août 1776, lance une invasion de Manhattan le 15 septembre. Sa progression vers le nord est freinée le lendemain avec la bataille de Harlem Heights, après quoi il cherche à flanquer la position américaine solidement établie au nord de l'île. Après une tentative de débarquement avortée le 11 octobre, Howe commence à débarquer des troupes dans le sud du comté de Westchester le 18 octobre dans le but de couper la retraite de l'Armée continentale. Washington, conscient du danger, retire la plupart de ses troupes au nord de White Plains. Il laisse une garnison de 1 200 hommes à Fort Washington sous le commandement du colonel Robert Magaw (en) ; cette force est insuffisante pour défendre l'ensemble des ouvrages. Afin de surveiller la garnison américaine présente dans le fort, Howe laisse une petite force sous les ordres de Hugh Percy en contrebas de Harlem Heights.
Au matin du 27 octobre, des sentinelles informent Magaw que les troupes de Percy sont en train de lancer une attaque, soutenue par deux frégates remontant l'Hudson. Magaw donne l'ordre d'attaquer les frégates et les deux navires britanniques sont sérieusement endommagés par les canons de Fort Lee et de Fort Washington. Les frégates ne peuvent élever leurs propres canons sur les hauteurs des positions américaines. Les Britanniques retirent leurs frégates mais un duel d'artillerie continue pendant un certain temps entre les artilleurs britanniques et américains.
Le 8 novembre, environ deux douzaines de soldats américains chassent une compagnie de Hessois légèrement supérieure en nombre d'une redoute. Les Hessois occupaient un terrain plus élevé avec une meilleure couverture et avaient l'appui de l'artillerie au cours de cette escarmouche mais furent incapables de maintenir leur position. Les Américains n'ont qu'un seul homme blessé tandis que les Hessois comptent au moins deux hommes tués et d'autres blessés. Après avoir brûlé et pillé les constructions temporaires sur le site, les vainqueurs l'occupent jusqu'à la tombée de la nuit où ils retournent à leurs lignes principales. Le jour suivant, les Hessois réoccupent l'endroit mais sont de nouveau rapidement chassés par une force américaine supérieure en nombre. Cette fois, les Hessois perdent dix hommes avec, de nouveau, un seul Américain blessé.
En raison de ces succès mineurs, Magaw devient trop confiant ; il se vante de pouvoir tenir un siège jusqu'à la fin du mois de décembre. Le 2 novembre, l'adjudant de Magaw, William Demont, déserte et passe dans le camp britannique ; il leur donne tous les détails du fort. Percy envoie l'information à Howe qui a défait Washington quelques jours plus tôt à la bataille de White Plains,. Au cours des semaines séparant la retraite de Washington vers le nord et l'assaut britannique sur le fort, des renforts continuent d'affluer dans le fort, augmentant la taille de la garnison à près de 3 000 hommes.

### Plans et préparatifs

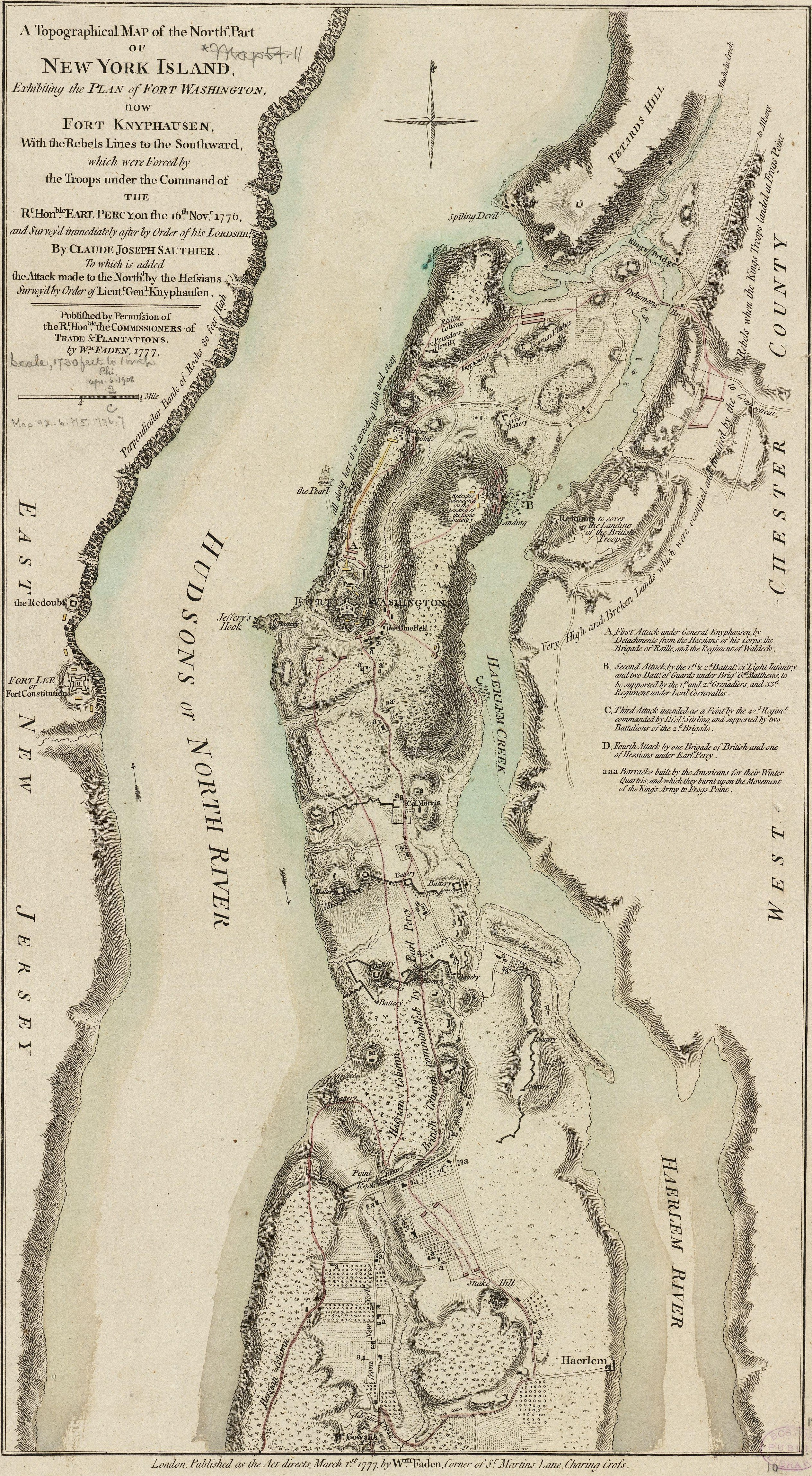
Carte de la bataille.

Washington envisage l'idée d'abandonner Fort Washington mais il se laisse convaincre par Nathanael Greene qui pense que le fort peut être tenu et qu'il est essentiel qu'il le soit. Greene fait valoir qu'en tenant le fort, cela permettrait de garder ouvertes les voies de communication de part et d'autre du fleuve et pourrait dissuader les Britanniques d'attaquer le New Jersey. Magaw et Putnam partagent l'opinion de Greene. Washington se range à l'avis de Greene et n'abandonne pas le fort.
Le 4 novembre, Howe donne l'ordre à son armée de se diriger vers Dobbs Ferry, au sud. Plutôt que de pourchasser les forces américaines dans les montagnes, et probablement motivé par les renseignements obtenus grâce à la défection de Demont, Howe a décidé d'attaquer Fort Washington. Washington réagit en divisant son armée. Sept mille soldats sous le commandement de Charles Lee doivent rester à l'est de l'Hudson pour empêcher une invasion britannique de la Nouvelle-Angleterre ; le général William Heath avec 3 000 hommes doit surveiller les Hudson Highlands pour empêcher toute nouvelle avancée des Britanniques dans le nord et Washington avec 2 000 hommes part pour Fort Lee. Le 13, Washington et son armée atteignent Fort Lee.
Le plan d'attaque de Howe prévoit de prendre le fort d'assaut selon trois directions tandis qu'une quatrième force opérerait une feinte ; à ce moment-là, le fort a reçu des renforts et est occupé par 3 000 hommes. Les troupes hessoises sous le commandement de Wilhelm von Knyphausen doivent attaquer le fort depuis le nord, Percy doit mener une brigade de Hessois et plusieurs bataillons britanniques depuis le sud et Charles Cornwallis avec le 33e Régiment à pied et le général Edward Mathew avec l'infanterie légère doivent attaquer depuis l'est. La feinte doit être opérée par le 42e Régiment à pied qui doit débarquer sur la partie est de Manhattan, au sud du fort. Avant d'attaquer, Howe envoie le lieutenant-colonel James Patterson sous la protection d'un drapeau blanc le 15 novembre pour délivrer un message précisant que si le fort n'effectue pas sa reddition, la totalité de la garnison sera tuée. Magaw répond que les Patriots défendront le fort « jusqu'à la mort ».

## Bataille

Carte de la bataille.

### Premiers combats
Avant l'aube du 16 novembre 1776, les troupes britanniques et hessoises se mettent en mouvement. Knyphausen et ses troupes sont emmenées de l'autre côté de la Harlem River sur des barges et débarquent sur Manhattan. Les bateliers redescendent ensuite le fleuve pour transborder les troupes de Mathew. Cependant, à cause de la marée, ils ne parviennent pas à s'approcher suffisamment du rivage pour faire traverser les troupes britanniques. Par conséquent, les troupes de Knyphausen sont contraintes de stopper leur avancée et d'attendre jusqu'à ce que Mathew puisse traverser. Vers 7 heures, les canons des Hessois ouvrent le feu sur la batterie américaine située sur Laurel Hill et la frégate britannique Pearl commence à faire feu sur les retranchements américains. En outre, au sud du fort, l'artillerie de Percy ouvre le feu sur le fort lui-même, visant les pièces qui ont endommagé les navires britanniques plusieurs semaines auparavant.
À midi, Knyphausen et ses Hessois ont repris leur avancée. Dès que la marée est suffisamment haute, Mathew et ses troupes, accompagnés par Howe, sont amenés de l'autre côté de la Harlem River. Ils débarquent sur la rive de Manhattan sous un tir nourri de l'artillerie américaine. Les troupes britanniques montent à l'assaut de la colline et dispersent les Américains jusqu'à ce qu'ils atteignent une redoute défendue par quelques compagnies de volontaires de Pennsylvanie. Après un bref combat, les Américains font demi-tour et s'enfuient vers le fort.
Au nord du fort, l'aile droite hessoise, commandée par Johann Rall, monte le versant abrupt présent au sud de Spuyten Duyvil Creek, ne rencontrant pratiquement aucune résistance de la part des Américains. Les Hessois commencent à amener leur artillerie. À ce moment, le corps principal des Hessois, 4 000 hommes sous le commandement de Knyphausen, commence à avancer le long de la route postale qui passe entre Laurel Hill et la colline où se trouve Rall. Les Hessois traversent des terrains marécageux et lorsqu'ils approchent des versants boisés situés à proximité du fort, ils sont pris pour cible par 250 fusiliers du Régiment de fusiliers du Maryland et de Virginie (en) sous le commandement du lieutenant-colonel Moses Rawlings. Les hommes de Rawlings se cachent derrière des rochers et des arbres et passent rapidement d'un endroit à un autre en tirant sur les Hessois alors qu'ils essaient de se frayer un chemin à travers les arbres tombés à terre et les rochers. Les première et seconde charges des Hessois sont repoussées par les fusiliers de Rawlings.
À peu près en même temps, au sud, Percy avance avec quelque 3 000 hommes,. Percy avance en deux colonnes avec sa brigade de Hessois sur la gauche et Percy lui-même menant celle de droite. À environ 200 mètres des lignes américaines, Percy stoppe l'avancée, attendant que la feinte opérée par Stirling se mette en place. Face à Percy se trouve Alexander Graydon et sa compagnie. Le supérieur de Graydon est Lambert Cadwalader, second de Magaw, qui est chargé de tenir les trois lignes défensives au sud de Fort Washington. Après avoir appris qu'un débarquement avait eu lieu dans ses arrières, Cadwalader envoie 50 hommes pour s'y opposer. Les 50 hommes tombent sur le 42e Régiment à pied du colonel Stirling qui est composé de 800 hommes. L'endroit où a débarqué Stirling se trouve être l'endroit le moins bien protégé des défenses américaines, et lorsque Cadwalader a connaissance du nombre d'hommes qui s'y trouvent, il envoie 100 hommes supplémentaires pour venir en renfort des 50 qu'il a envoyé auparavant. Les compagnies de débarquement britanniques se déploient, cherchant à se frayer un chemin à travers le terrain accidenté au point de débarquement. Les Américains prennent position au sommet d'une colline et commencent à tirer sur les troupes britanniques qui sont toujours en train de traverser le fleuve, tuant ou blessant 80 hommes. Les troupes britanniques se lancent à l'assaut des positions américaines et parviennent à les disperser.
Entendant les tirs, Percy ordonne à ses troupes de poursuivre leur avancée. Le feu de l'artillerie britannique contraint Graydon dans la première ligne défensive à se replier sur la seconde ligne où se trouvent Washington, Greene, Putnam et Hugh Mercer. Tous les quatre sont encouragés à quitter Manhattan, ce qu'ils font immédiatement, traversant le fleuve pour se retrouver à Fort Lee. Magaw réalise que Cadwalader risque de se faire encercler et lui fait parvenir l'ordre de se retirer vers le fort. La force de Cadwalader est pourchassée par les troupes de Percy et dans le même temps, les troupes s'opposant au débarquement de Stirling sont elles aussi repoussées jusqu'au fort. Les troupes de Stirling qui ont débarqué dans l'arrière de Cadwalader s'arrêtent, pensant que des hommes se trouvent dans les retranchements. Dans leur retraite, certains des Américains engagent les hommes de Stirling, donnant au reste des troupes américaines suffisamment de temps pour s'échapper.

### Retraite et capitulation
Avec l'effondrement des lignes extérieures de Magaw au sud et à l'est du fort, la retraite générale des Américains en direction de l'apparente sécurité qu'offre le fort se met en place. Au sud, la troisième ligne défensive n'a jamais été terminée et il ne reste par conséquent rien d'autre à Cadwalader pour se replier que le fort. Au nord, les fusiliers sous le commandement de Rawlings tiennent toujours, mais péniblement, étant donné qu'ils sont moins nombreux que précédemment et comme l'augmentation du nombre de tirs a fini par enrayer plusieurs de leurs fusils, certains hommes sont contraints de faire dévaler des rochers en bas de la colline pour freiner les Hessois montant à l'assaut. La batterie américaine de Fort Washington est réduite au silence par la Pearl. À ce moment-là, le feu des fusiliers a pratiquement cessé et les Hessois gravissent lentement la colline et engagent les Américains dans un combat au corps à corps. Surpassant les Américains, les Hessois atteignent le sommet de la colline et affluent dans la redoute en chargeant à la baïonnette, la capturant rapidement.
Washington, qui observe la bataille depuis l'autre côté du fleuve, envoie une note à Magaw lui demandant de tenir jusqu'à la tombée de la nuit, pensant que les troupes pourront être évacuées pendant la nuit. À ce moment-là, les Hessois ont pris possession du terrain situé entre le fort et l'Hudson. Johann Rall reçoit de Knyphausen l'honneur de requérir la reddition américaine. Rall envoie le capitaine Hohenstein, qui connaît l'anglais et le français, sous un drapeau blanc pour demander la reddition du fort. Hohenstein rencontre Cadwalader et Cadwalader demande qu'il soit donné à Magaw quatre heures pour consulter ses officiers. Hohenstein s'oppose à la requête et donne aux Américains une demi-heure pour se décider. Alors que Magaw se concerte avec ses officiers, le messager de Washington, le capitaine John Gooch arrive, juste avant que le fort ne soit complètement encerclé, avec la demande de Washington lui demandant de tenir jusqu'à la tombée de la nuit. Magaw tente d'obtenir de meilleures conditions pour ses hommes qui ne seraient autorisés qu'à conserver leurs effets personnels, mais il échoue. Magaw annonce sa décision de capituler à 15 heures, et à 16 heures, le drapeau américain présent dans le fort est descendu, remplacé par le drapeau britannique,. Avant la reddition, John Gooch parvient à rejoindre la berge, glisse au bas du ravin en évitant les tirs et les coups de baïonnette des Hessois, parvient à monter à bord de son bateau et arrive à Fort Lee quelque temps plus tard.

## Conséquences

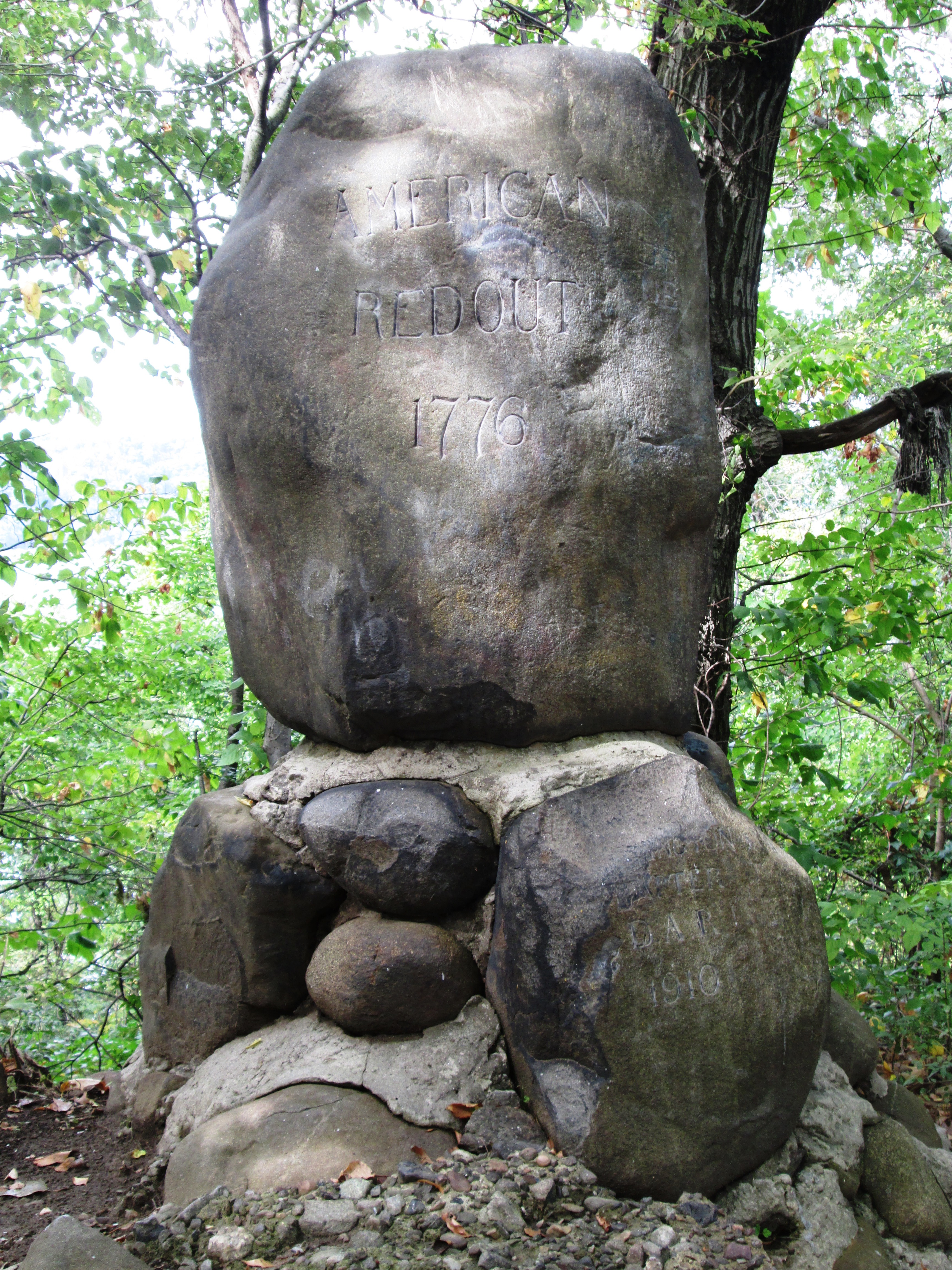
Monument des Filles de la Révolution américaine commémorant la bataille de Fort Washington.

Après l'entrée des Hessois dans le fort, les officiers américains tentent d'apaiser le commandant des Hessois, le capitaine von Malmburg, chargé de recevoir la reddition. Ils l'invitent dans leurs baraquements, lui offrent du punch, du vin, du gâteau et le complimentent. Alors qu'ils quittent le fort, les Hessois dépouillent les Américains de leurs affaires et battent certains d'entre eux. Leurs officiers interviennent pour prévenir de nouvelles blessures ou morts. Les Britanniques prennent possession de trente-quatre canons, deux obusiers ainsi que de nombreuses tentes, couvertures, outils et munitions.
Les Britanniques et les Hessois comptent 84 tués et 374 blessés. Les Américains ont quant à eux perdu 59 hommes, déplorent 96 blessés et 2 838 hommes ont été faits prisonniers. Suivant le traitement habituel réservé aux prisonniers de guerre durant la guerre d'indépendance américaine (en), seuls 800 d'entre eux ont survécu à leur captivité lorsqu'ils sont libérés 18 mois plus tard dans un échange de prisonniers ; près des trois-quarts des prisonniers sont morts.
Trois jours après la chute de Fort Washington, les Patriots abandonnent Fort Lee. Washington et son armée se replient à travers le New Jersey et entrent en Pennsylvanie après avoir traversé le Delaware au nord-ouest de Trenton, pourchassés par les forces britanniques aussi loin que New Brunswick dans le New Jersey. Après environ un mois, dans la nuit du 25 au 26 décembre 1776, Washington retraverse le Delaware et défait la garnison hessoise sous le commandement de Rall à Trenton. Washington a ensuite battu les Britanniques à Princeton, ce qui ravive le moral de l'armée américaine et des colonies affectées par la chute de Fort Washington.
Sept ans plus tard, le 25 novembre 1783, avec le traité de paix signé, le général Washington et le gouverneur George Clinton reprennent triomphalement possession de Fort Washington après le départ de New York des dernières forces britanniques.
Le site de Fort Washington fait aujourd'hui partie du Bennett Park dans le quartier de Washington Heights à Manhattan, juste au nord du pont George-Washington. L'emplacement de ses murs est démarqué par des pierres placées dans le parc, et on y trouve une plaque commémorative.